# D. Ioan Popescu
D. Ioan Popescu, romunski general, * 1894, † 1960.